# 雅芳婷

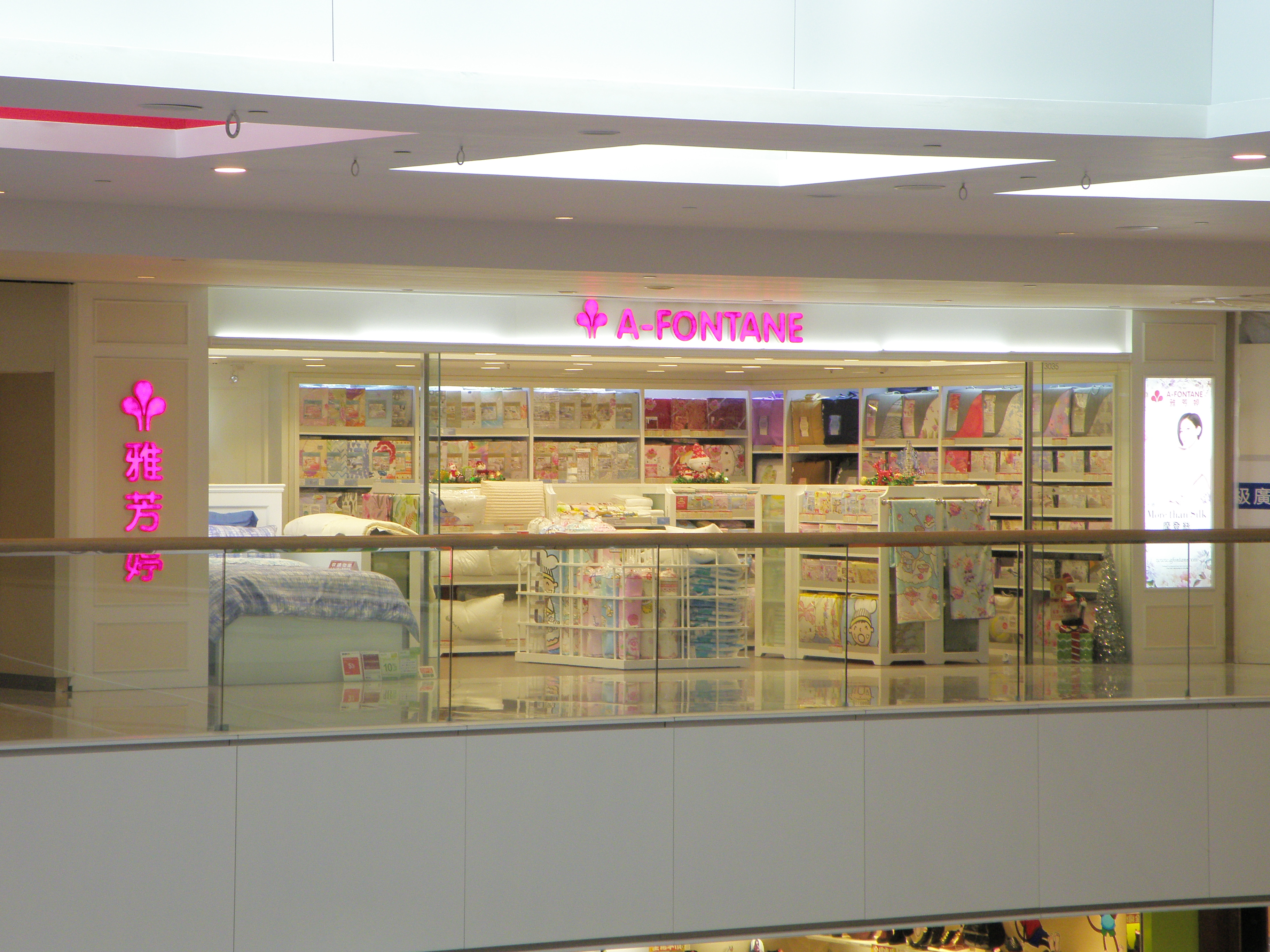
雅芳婷

雅芳婷集團有限公司（簡稱雅芳婷及A-Fontane），是由獅子會許章榮於1973年創立，前身是「章記枕頭床褥公司」，日本百貨公司大行其道時在80年代轉名，主要經營生產及銷售床上用品，現時代言人為佘詩曼，由1997年起開始聘用並一直沿用至今。
現在總部為新界荃灣德士古道178-182號山德士中心12字樓。已被香港中华厂商联合会頒發「TOP嘜」核准品牌及產品，代碼為P035。

## 參戶資料
1. ↑  .   [2021-08-15]. （原始内容存档于2021-08-15）.

## 外部連結
- 雅芳婷集團有限公司 （页面存档备份，存于）
- 雅芳婷布艺实业(深圳)有限公司 a-fortane.com.cn （页面存档备份，存于）